# 반대 곡절 부호

반대 곡절 부호(ˇ) 또는 케론(Caron)은 발음 구별 기호의 하나이다.
일부 언어의 철자법에서 특정 글자 위에 놓이는 발음 구별 부호(◌̌)로, 관련 글자의 발음이 바뀌었음을 나타낸다. 인쇄 전문가들은 'caron'이라는 용어를 사용하는 경향이 있는 반면, 언어학자들은 체코어 'háček'을 선호한다.
이 기호는 발트어, 슬라브어, 핀어, 사믹어, 베르베르어족에서 흔히 사용된다. 사용 방식은 언어의 철자법 규칙에 따라 다르다. 대부분의 슬라브어와 기타 유럽 언어에서 이 기호는 현재 또는 과거 구개음화(e → ě; [e] → [ʲe]), 이오테이션, 또는 후치조음(c → č; [ts] → [tʃ])을 나타낸다. 살리샨어에서는 종종 구개수 자음을 나타낸다(x → x̌; [x] → [χ]). 모음 기호 위에 놓이면, caron은 윤곽 성조를 나타낼 수 있는데, 예를 들어 표준 중국어의 병음 로마자 표기에서 하강 성조와 상승 성조가 있다. 수학 기호를 장식하는 데에도 사용되며, 수학에서는 종종 /ˈtʃɛk/("체크")로 발음한다.
캐론은 소문자 "v"와 거의 비슷한 모양이다. 세리프 서체의 경우, 캐론은 일반적으로 두 가지 형태 중 하나를 갖는다. 하나는 역곡절 악센트와 본질적으로 동일한 대칭형이고, 다른 하나는 일반적인 세리프체 "v"처럼 왼쪽 획이 오른쪽 획보다 두껍다(v이지만 세리프는 없다). 후자의 형태는 체코 디자이너들이 체코어에서 사용할 때 선호하는 반면, 다른 용도로는 대칭형이 우세한 경향이 있으며, 산세리프 서체에서도 마찬가지이다.

## 종류
- Ǎ
- Č
- Ď
- Ě
- Ǧ
- Ȟ
- Ǐ
- Ǩ
- Ň
- Ǒ
- Ř
- Š
- Ť
- Ǔ
- Ž

## 같이 보기
- 양음 부호
- 아포스트로피
- 캐럿 (기호)
- 곡절 부호
- Ь